# ALTENER
Die Altener-EU-Programme dienen der Förderung erneuerbarer Energien, deren zentralen und dezentralen Erzeugung und Integration in das städtische Umfeld. Das Altener-Programm ist als spezifisches Ausführungsprogramm ein Teil eines grundlegenden, mehrjährigen EG/EU-Forschungsrahmenprogramms.

## Finanzierung
Das 1. Altener Programm zur Förderung der erneuerbaren Energieträger wurde ursprünglich mit 77 Mio. Euro Finanzierungsrahmen ausgestattet.

## Erreichte Ziele
Die Altener-Programme und die Folgeprogramme der Europäischen Union haben zum Erreichen der folgenden übergeordneten Gemeinschaftsziele in den Bereichen Energie und Umwelt beigetragen:
- Begrenzung der CO2-Emissionen;
- Steigerung des Anteils erneuerbarer Energieträger an der Energiebilanz der Gemeinschaft, um das Richtziel von 12 % des internen Bruttoenergieverbrauchs innerhalb der Gemeinschaft bis zum Jahre 2010 zu erreichen[3];
- Verringerung der Abhängigkeit von Energieeinfuhren;
- Versorgungssicherheit im Energiebereich;
- Förderung der regionalen und lokalen wirtschaftlichen Entwicklung sowie des wirtschaftlichen und sozialen Zusammenhalts.

Dies wurde unter anderem erreicht durch:
- Studien sowie weitere Aktionen, die darauf ausgerichtet sind, andere Maßnahmen der Gemeinschaft und der Unionsmitgliedstaaten zur Erschließung des Potentials erneuerbarer Energiequellen umzusetzen und zu vervollständigen;
- Pilotaktionen von gemeinschaftlichem Interesse zur Schaffung bzw. Erweiterung der Infrastrukturen für die Entwicklung erneuerbarer Energieträger;
- Maßnahmen zum Ausbau der Strukturen für Information sowie für Aus- und Fortbildung; Maßnahmen zur Förderung des Erfahrungsaustauschs;
- gezielte Aktionen zur Erleichterung der Marktdurchdringung erneuerbarer Energieträger und des einschlägigen Know-how mit dem Ziel, die Investitionstätigkeit zu fördern;
- Überwachungs- und Evaluierungsaktionen mit dem Ziel der Überwachung der Durchführung des gemeinschaftlichen Aktionsplans zur Entwicklung erneuerbarer Energieträger, der Unterstützung der im Rahmen des Aktionsplans getroffenen Maßnahmen, der Evaluierung der Auswirkungen und der Kosteneffizienz der im Rahmen des Altener-Programms durchgeführten Aktionen und Maßnahmen.

Bereits mit dem Altener-I-Programm (1993–1997), das mehrfach verlängert wurde, wurde ein wichtiger Schritt zur Förderung der erneuerbaren Energien und damit zum Klimaschutz getan.

## Nachfolgeprogramme
Weitere Programme unterstützten die Bemühungen zur Änderung der bestehenden Energieversorgungsstrukturen in der Europäischen Gemeinschaft. Das Altener-Programm ist 2002 ausgelaufen. Es wird nun als „Aktionsbereich“ im Rahmen des Programms: „Intelligente Energie Europa“ (Sechstes Rahmenprogramm 2003–2006) weitergeführt.
Dieses wichtige Programm auf Grundlage der Entscheidung des Europäischen Parlaments und des Rates vom 26. Juni 2003 für den Zeitraum 2003 bis 2006 mit dem treffenden Subtitel: „Intelligente Energie Europa“, wurde zusätzlich auch die Erprobung und Demonstration des Einsatzes erneuerbarer Energien im Verkehrsbereich (STEER) gefördert.